# 業界用語の基礎知識 壇蜜女学園
『業界用語の基礎知識 壇蜜女学園』（ぎょうかいようごのきそちしき だんみつじょがくえん）は、2013年1月から3月まで、5いっしょ3ちゃんねる加盟各局およびひかりTVで放送されていたバラエティ番組である。

## 概要
壇蜜初の冠番組である。2013年1月 - 3月の1クールの放送である。
あらゆる業界には、その業界にだけ通用する業界用語があり、こうした業界用語の世界を取り上げた教養バラエティ番組である。舞台は「壇蜜女学園」であり、ここの女子生徒が、「ドS教師」壇蜜と「ドM副担任」イマニヤスヒサから業界用語を教わるというスタイルである。番組前半はこうした業界用語を知る授業形式の内容になっていて、後半は「壇蜜的課外授業」として、壇蜜が単独であらゆる業界の物事を体験したりインタビューしたりする。
4月以降は5いっしょ3ちゃんねる以外のテレビ局でも放送を開始しており、2013年7月現在、5いっしょ3ちゃんねるを含めて21局ネットに広がっている。
当番組は、5いっしょ3ちゃんねる・ひかりTVの共同制作で放送される。5いっしょ3ちゃんねるでは、これまでは平日23時台に5局同時ネット枠（5局それぞれが制作したバラエティ番組の放送枠）があったが、この3ヶ月間だけ新たに火曜25時台に5局同時ネット枠ができることになった。

## 出演者

### 教師
| - 壇蜜（教師） | - イマニヤスヒサ（副担任） |

### 生徒
| - 藏合紗恵子 - 加藤桃子 | - 新庄千歳 - 白川悠衣 | - 森下まい - 由井香織 | - 粕谷彩乃 - 冨谷華蓮 | - Sola★ - 雨宮あんな |

### 転入生
※第7回（2013年2月19日放送分から出演）
| - 北川舞 | - 若木萌 | - 副島美咲 |

## 放送リスト
放映日は制作局のうち、同時ネットを行っている5いっしょ3ちゃんねる各局での放映日を記載（ひかりTVは1日遅れで放送）。
| 話数              | 放送日        | 前半の授業内容                     | 後半（壇蜜的課外授業）の内容                                        |
| ----------------- | ------------- | ---------------------------------- | ------------------------------------------------------------------- |
| 第1回             | 2013年 1月8日 | タクシー運転手の業界用語           | 『ザ・業界人対談』 ボクシング業界（金平桂一郎との会談）             |
| 第2回             | 1月15日       | キャビンアテンダントの業界用語     | 『ドキュメント・ザ・業界』 銭湯職人                                 |
| 第3回             | 1月22日       | 刑務官の業界用語                   | 『壇蜜的プロジェクトX』 こたつに関する豆知識                        |
| 第4回             | 1月29日       | 不動産会社の業界用語               | 『抜き打ち家庭訪問』 ヲタ芸（生徒であるSola★のイベントに参加）      |
| 第5回             | 2月5日        | ラーメン業界の業界用語（石神秀幸） | 『ザ・業界人対談』 出版・映画業界（角川書店映画営業部岡田伸之部長） |
| 第6回             | 2月12日       | 参議院議員の業界用語（樽井良和）   | 『壇蜜的プロジェクトX』 毛筆に関する豆知識                          |
| 第7回             | 2月19日       | 歯科医の業界用語（中田彩）         | 『抜き打ち業界訪問』 家電量販店（ヤマダ電機）                       |
| 第8回             | 2月26日       | 相撲の業界用語                     | 『百人一首妄想解釈』                                                |
| 第9回             | 3月5日        | フィットネスの業界用語             | 『実践!痩身エクササイズ』 授業からの続き                            |
| 第10回            | 3月12日       | 声優の業界用語（相沢舞）           | 『ドキュメント・ザ・業界』 駄菓子工場                               |
| 第11回            | 3月19日       | 流通の業界用語                     | 『壇蜜初監督ムービー feat.佐々木心音』                              |
| 第12回 （最終回） | 3月26日       | 接客（クラブ）の業界用語           | 『壇蜜的プロジェクトX』 石鹸に関する豆知識                          |

## 放送局と放送時間
| 放送対象地域   | 放送局                       | 放送期間                 | 系列                                      | 放送日時                          | 備考         |
| -------------- | ---------------------------- | ------------------------ | ----------------------------------------- | --------------------------------- | ------------ |
| 群馬県         | 群馬テレビ (GTV)             | 2013年1月8日 - 3月26日   | JAITS （5いっしょ3ちゃんねる） 共同制作局 | 火曜 25:00 - 25:30 （同時ネット） |              |
| 栃木県         | とちぎテレビ (GYT)           | 2013年1月8日 - 3月26日   | JAITS （5いっしょ3ちゃんねる） 共同制作局 | 火曜 25:00 - 25:30 （同時ネット） |              |
| 埼玉県         | テレビ埼玉 (TVS)             | 2013年1月8日 - 3月26日   | JAITS （5いっしょ3ちゃんねる） 共同制作局 | 火曜 25:00 - 25:30 （同時ネット） |              |
| 千葉県         | 千葉テレビ (CTC)             | 2013年1月8日 - 3月26日   | JAITS （5いっしょ3ちゃんねる） 共同制作局 | 火曜 25:00 - 25:30 （同時ネット） |              |
| 神奈川県       | テレビ神奈川 (tvk)           | 2013年1月8日 - 3月26日   | JAITS （5いっしょ3ちゃんねる） 共同制作局 | 火曜 25:00 - 25:30 （同時ネット） |              |
| 日本全域       | ひかりTV                     | 2013年1月9日 - 3月27日   | IP放送 共同制作局                         | 水曜 25:15 - 25:45                |              |
| 富山県         | 富山テレビ (BBT)             | 2013年3月28日 - 6月6日   | フジテレビ系列                            | 木曜 25:45 - 26:15                |              |
| 三重県         | 三重テレビ (MTV)             | 2013年4月2日 - 6月18日   | JAITS                                     | 火曜 24:20 - 24:50                |              |
| 高知県         | 高知さんさんテレビ (KSS)     | 2013年4月2日 - 6月18日   | フジテレビ系列                            | 火曜 26:04 - 26:34                |              |
| 秋田県         | 秋田テレビ (AKT)             | 2013年4月3日 - 6月19日   | フジテレビ系列                            | 水曜 25:05 - 25:35                | 壇蜜の出身地 |
| 兵庫県         | サンテレビ (SUN)             | 2013年4月6日 - 6月22日   | JAITS                                     | 土曜 25:05 - 25:35                |              |
| 佐賀県         | サガテレビ (STS)             | 2013年4月6日 -           | フジテレビ系列                            | 土日の深夜に不定期放送            |              |
| 北海道         | 北海道文化放送 (UHB)         | 2013年4月15日 - 7月8日   | フジテレビ系列                            | 月曜 25:50 - 26:20                |              |
| 青森県         | 青森テレビ (ATV)             | 2013年4月16日 - 6月25日  | TBS系列                                   | 火曜 24:33 - 25:03                |              |
| 岩手県         | 岩手めんこいテレビ (mit)     | 2013年4月20日 - 7月6日   | フジテレビ系列                            | 土曜 25:05 - 25:35                |              |
| 福井県         | 福井テレビ (FTB)             | 2013年4月21日 - 7月7日   | フジテレビ系列                            | 日曜 25:05 - 25:35                |              |
| 岐阜県         | 岐阜放送 (GBS)               | 2013年4月24日 -          | JAITS                                     | 水曜 26:00 - 26:30                |              |
| 熊本県         | 熊本放送 (RKK)               | 2013年5月6日 -7月15日    | TBS系列                                   | 月曜 25:33 - 26:03                |              |
| 鹿児島県       | 鹿児島テレビ (KTS)           | 2013年5月11日 -          | フジテレビ系列                            | 土曜 25:05 - 25:35                |              |
| 福島県         | 福島中央テレビ (FCT)         | 2013年5月18日 -8月3日    | 日本テレビ系列                            | 土曜 26:00 - 26:30                |              |
| 愛媛県         | テレビ愛媛 (EBC)             | 2013年6月10日 -          | フジテレビ系列                            | 月曜 25:40 - 26:10                |              |
| 宮城県         | 東北放送 (TBC)               | 2013年7月28日 -          | TBS系列                                   | 日曜 24:55 - 25:25                |              |
| 鳥取県・島根県 | 日本海テレビジョン放送 (NKT) | 2013年7月29日 -          | 日本テレビ系列                            | 不定期放送                        |              |
| 長崎県         | 長崎放送 (NBC)               | 2013年7月31日 -          | TBS系列                                   | 水曜 24:28 - 25:58                |              |
| 広島県         | 中国放送 (RCC)               | 2013年10月3日 -          | TBS系列                                   | 木曜 23:58 - 24:28                |              |
| 京都府         | 京都放送 (KBS)               | 2013年10月6日 -          | JAITS                                     | 日曜 25:15 - 25:45                |              |
| 岡山県・香川県 | 山陽放送 (RSK)               | 2013年10月8日 - 12月24日 | TBS系列                                   | 火曜 25:58 - 26:28                |              |

## スタッフ
- ナレーション：壇蜜、藏合紗恵子
- 構成：八代丈寛
- リサーチ：秋庭領介、石浜悠志、オンダユウ
- 技術：八峯テレビ
- TD：藤田勝巳
- TP：辻本豊
- SW：片平哲也
- CAM：佐藤大視
- VE：富澤貴啓
- AUD：絹山幸広
- LD：前島秀之(FLT)
- CG：イマジナリーパワー、前田創太郎、坂井隆志
- 編集：スタジオ38
- EED：東勇輝
- MA：石田雅一
- 音効：フナヤ278、北沢亨
- 協力：DIGITAL SKIP STATION、株式会社アイドリジャーナル社、エクセルヒューマンエイジェンシー
- 衣装協力：CandySugar、BeWith、Viola
- 宣伝：三浦宏之
- 宣伝協力：鈴木みちえ（テレビ埼玉）
- 企画：遠藤圭介（テレビ埼玉）、八代丈寛
- AD：坂巻章太郎
- ディレクター：分木賢一
- 演出：小林ユージ
- プロデューサー：二宮直彦、野副亮子、桑澤紅子、中澤淳二、下山拓巳
- エグゼクティブ・プロデューサー：jackamo、植松充伸（群馬テレビ）、斉藤雅彦（とちぎテレビ）、平野正美（テレビ埼玉）、小森健一郎（千葉テレビ放送）、熊谷典和（テレビ神奈川）、沼尻孝（ひかりTV）
- 音楽協力：ビクターエンタテインメント
- 制作協力：STEELO
- 製作著作：「業界用語の基礎知識」製作委員会（角川書店、5いっしょ3ちゃんねる参加各局、ひかりTV）